# ゲーラ・グラリア
ゲーラ・グラリア（英語  Gela Guralia, グルジア語 გელა გურალია、1980年12月22日 - ）は、ロシアで活動するジョージア（旧グルジア・ソビエト社会主義共和国）出身の歌手である。
彼の歌声はユニークなテノール、テノールで、クラシッククロスオーバー、洋楽のヒット曲のカバー、教会音楽、そしてグルジア語の歌など、あらゆるスタイルの音楽を歌う。
初めてロシアのメディアにデビューしたのは2013年9月、チャンネル1のTV番組『ザ・ヴォイス2』だった。現在はモスクワに居住している。

## 来歴
ゲーラ・グラリアは幼少より才能を発揮した。5歳の時、ゲーラ・グラリアは「都市の日祭り」で初めて舞台上で歌のパフォーマンスを行った。
ゲーラ・グラリアの通っていた幼稚園の園長は、彼の声を聴いて、彼に音楽の勉強をさせるように母親に薦めた。
その後、芸術学校を卒業し、「ファージシ」（Фазиси）というフォークアンサンブル、後に「ベラーヤ・チャイカ」（Белая чайка）というバンドで歌った。
また子供の時、彼は教会の聖歌隊で歌っていた。ゲーラ・グラリアは1年生から9年生までの間、ポティの学校に通い、10年生から11年生の間、ジョージアの子供議会に参加。
卒業後、彼はトビリシ公立大学で化学を専攻した。
・2003年から2008年にモスクワのレストランで歌手として歌っていた。2013年にチャンネル1のTV番組『ザ・ヴォイス2』のコンテストに出場して、第3位を獲得した。ゲーラ・グラリアの美しく高い声はロシアの観客を驚かせた。『ザ・ヴォイス2』出演をきっかけに知名度を高めた。
・2014年3月からゲーラ・グラリアはロシア都市で、34回のソロコンサートを開催している。このツアーはロシアの多くの都市で売り切れの大成功となった。2014年3月に始まったソロコンサートツアーの33回目のコンサートは、ロシアで最も権威あるコンサートステージ国立クレムリン宮殿コンサートホールで開催された。
・2014年11月18日、国立クレムリン宮殿で行われたソロコンサート「Dream of Me」は最高の結果を得た。セットリストは、「Kyrie Eleison」、Jud J. Friedmanの曲、マイケル・ジャクソンの「アース・ソング」の洋楽ヒット曲など非常に多様だった。

## ジョージア正教会の首座主教イリア2世の音楽
ジョージア正教会の首座主教イリア2世は美しい音楽を書いた。数年前、ゲーラ・グラリアは聖歌隊でこの音楽をレコーディングした。これらはアヴェ・マリアとキリエ・エレイソンである。2014年にイリア2世はゲーラ・グラリアの美しい声を聞いて、キリエ・エレイソンを彼に歌ってもらうために彼をジョージアの至聖三者大聖堂の本堂に招待した。
2014年1月5日に、ゲーラ・グラリアはジョージア正教会のサメバ大聖堂の本堂にてキリエ・エレイソンを初演した。

## 主なレパートリー
レパートリーは非常に多様である。

### 洋楽
- テル・ヒム、(英: Tell Him), バーブラ・ストライサンドとセリーヌ・ディオンのデュエット曲
- パパ,見守って下さい (英:Papa, Can You Hear Me?), バーブラ・ストライサンドの歌
- ドント・クライ・ フォー・ ミー (英:Don’t Cry for Me), ホイットニーヒューストンのメモリから
- I Knew I Loved You (英), エンニオ・モリコーネ「ワンス・アポン・ア・タイム・イン・アメリカ」の楽曲
- プラウド・メアリー(英: Proud Mary),クリーデンス・クリアウォーター・リバイバル (Creedence Clearwater Revival) のカバー
- 枯葉 (歌曲), オータムリーブス (英:Autumn Leaves) , ジョゼフ・コズマ (英:Joseph Kosma) の楽曲
- The Way We Were (英),  バーブラ・ストライサンドの歌
- アース・ソング(英: Earth Song),マイケル・ジャクソンの有名なヒット曲
- スマイル (英: Smile), チャーリー・チャップリン (英:Charles Chaplin)の歌
- メモリー (英:Memory) キャッツ (ミュージカル) の楽曲
- イエスタデイ (英: Yesterday), ビートルズ (英: The Beatles) のカバー
- Broken Vow (英),  ララ・ファビアン (Lara Fabian) (英:Lara_Fabian) のカバー
- Somewhere (英), 訳「どこかへ」。  ウエスト・サイド物語の楽曲
- Ne Me Quitte Pas (フランス語) 「行かないで」。 (ジャック・ブレルの曲)en:Ne_me_quitte_pas

### 教会音楽
- キリエ・エレイソン「Kyrie Eleison」イリア2世による
- アヴェ・マリア「Ave, Maria」カッチーニー , ヴァヴィロフ, シューベルト による

### ロシア語の歌
- Не отрекаются любя (ロシア語), (訳: 愛はまごころ)
- Путь (ロシア語), (訳: 道), Olga Kormuhinaの歌。
- Ты знаешь (ロシア語), (訳: あなたが知ってる), (英語)(You Know)
- Небо так решило (ロシア語), (訳:天国はそう決定した)
- Любовь ты моя (ロシア語), (訳:あなたは私の愛)

### グルジア語の歌
- ヘリオ・ビー チェボ Herio bichebo, ギヤ・カンチェリ 「Giya Kancheli」の楽曲。(祖国の守備者のメモリから)
- 「月についての歌」「Melodies of Vera Quarter」映画の楽曲
- Bedis borbali trialebs ベーディス・ボルバリ・トリアレブス (訳:運命の車輪), 「Melodies of Vera Quarter」映画の楽曲

## ディスコグラフィー
アルバム
- Dream of Me (2014)

クリップ
- Dream of Me (2014)
- You Know (2015)
- To the East (2018)

## 受賞歴
「ロシアのトップ（Русский топ）」 というサイトの投票で2013-2015年のベストソロアーティストになった。